# يو إف سي 238
يو إف سي 238: سيهودو ضد مورايس (بالإنجليزية: UFC 238: Cejudo vs. Moraes)‏ هو حدث لفنون القتال المختلطة نظمته يو إف سي، أُقيم في 8 يونيو 2019، على يونايتد سنتر في شيكاغو، إلينوي، الولايات المتحدة.